# Hlas Ruska

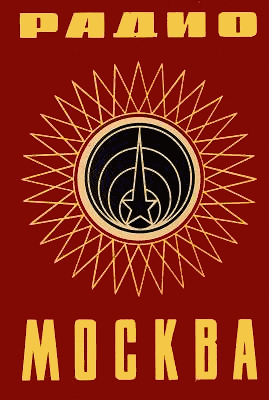
Logo Rádia Moskva, 1969

Hlas Ruska (rusky: Голос России, Golos Rossiji) byla ruská státní rozhlasová stanice vysílající do zahraničí, předchůdce dnešní agentury Sputnik. Úkolem stanice bylo seznamovat zahraničí s oficiálním ruským pohledem na dění v Rusku i ve světě, s ruskými zvyky a kulturou, ale také vysílat pro Rusy žijící v zahraničí. Hlas Ruska vysílal v ruštině a dalších 38 jazycích do 160 zemí světa 151 hodin pořadů denně. Dne 9. prosince 2013 podepsal ruský prezident Vladimir Putin dekret o sloučení této stanice a agentury RIA Novosti do nově vzniklé agentury Rusko dnes (Rossija segodňa).

## Historie
Sovětský svaz zahájil své zahraniční vysílání 29. října 1929 pod názvem Rádio Moskva, které vysílalo v německém, anglickém, francouzském, čínském, českém, švédském, španělském, maďarském jazyce a v esperantu. Během druhé světové války bylo zahájeno vysílání v dalších osmnácti jazycích. Po konci války hrálo Rádio Moskva pro SSSR důležitou zahraničně-politickou úlohu a plnilo významnou propagandistickou funkci. Vrcholu dosáhlo v 80. letech, kdy vysílalo ve více než šedesáti jazycích. Po rozpadu SSSR převzalo stanici Rusko a zahraniční vysílání bylo utlumeno. V roce 1993 bylo rádio přejmenováno na Hlas Ruska. V dubnu roku 2009 zmizely pořady mnohých redakcí, včetně české, z éteru a byly poté dostupné pouze na internetu. Provozovatelem stanice byla Ruská státní rozhlasová společnost Hlas Ruska, federální státní organizace (rusky: Федеральное государственное учреждение Российская государственная радиовещательная компания «Голос России»). Od roku 2015 došlo k přejmenování Hlasu Ruska na "Zpravodajská agentura a rozhlas Sputnik".